# Botanic Building
Le Botanic Building, ou Botanic Tower, est un immeuble de bureaux construit en 1965 en style fonctionnaliste par l'architecte Henri Montois à Saint-Josse-ten-Noode, commune de Bruxelles en Belgique, et rénové en style postmoderne en 2004-2006.

## Localisation
Le Botanic Building se dresse le long des voies de chemin de fer de la Jonction Nord-Midi, au no 4-10 du boulevard Saint-Lazare à Saint-Josse-ten-Noode, juste à côté du Jardin botanique de Bruxelles et de la Tour Iris, et en face de la tour Covent Garden.

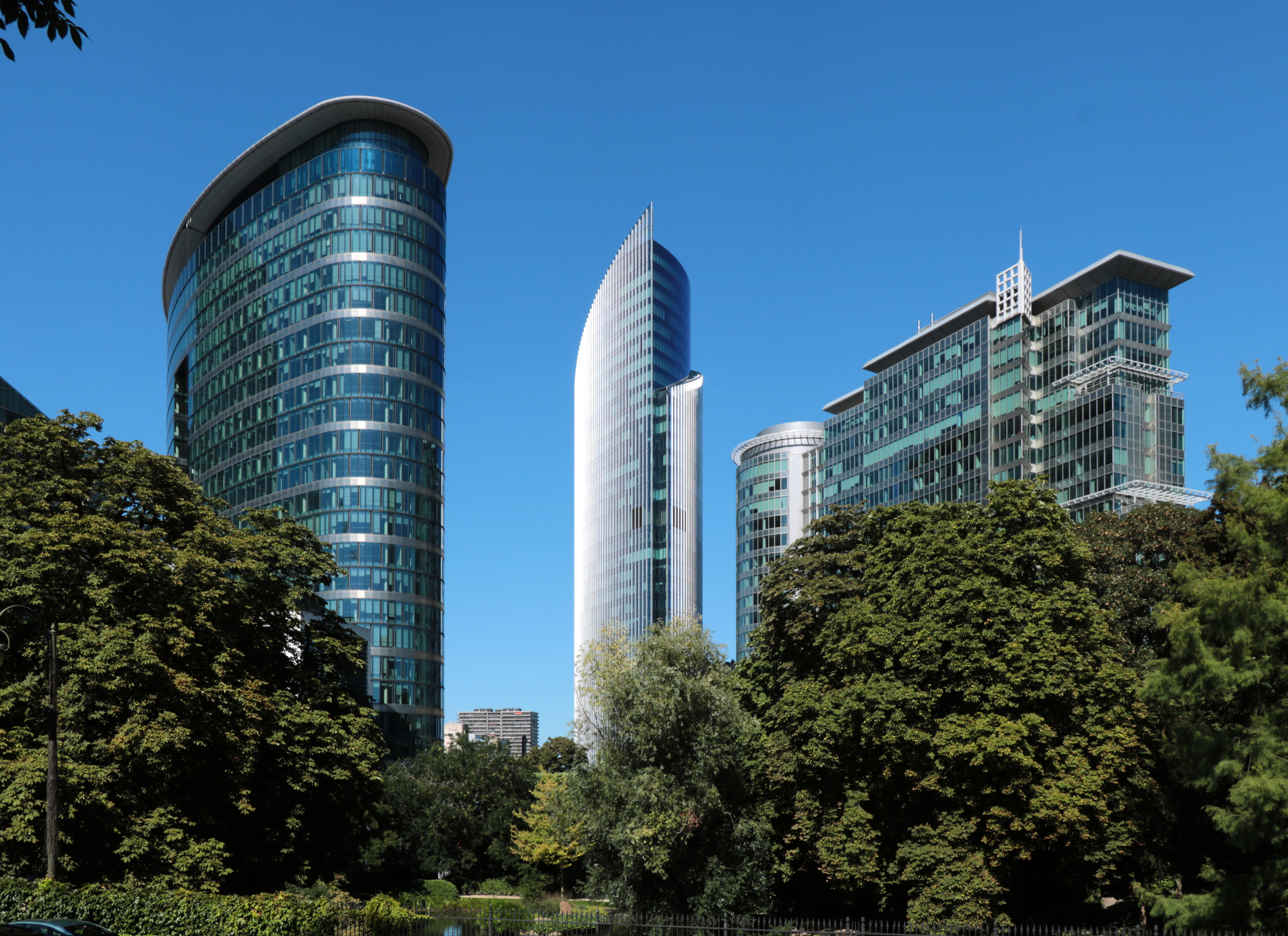
Covent Garden, Tour Iris et Botanic Building vus depuis le boulevard du Jardin botanique.
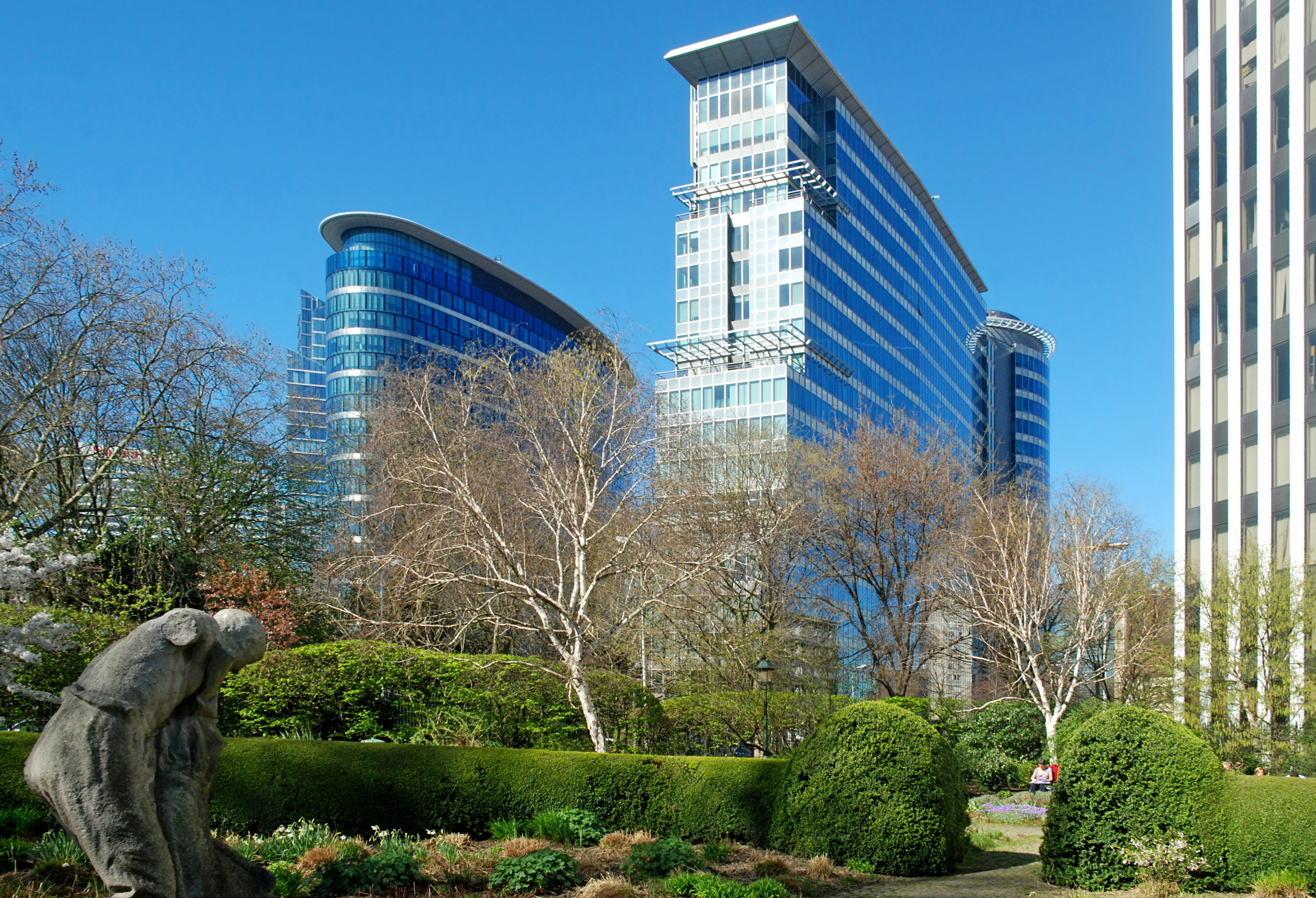
Covent Garden et Botanic Building.

## Historique

### Construction
Le Botanic Building, conçu par Henri Montois pour Lotimmo S.A., est construit de 1963 à 1965 sous le nom initial de « Tour du Cadastre »,,,,.
L'immeuble est alors le second gratte-ciel construit à Bruxelles, et un des premiers immeubles réalisés en Belgique en style fonctionnaliste.
Son lobby principal est à l'époque orné d'une décoration murale de l'artiste Walter Leblanc : c'est la première d'une série d'œuvres d'art qui ont caractérisé l'architecture de Henri Montois depuis lors.

### Rénovation
En 2000, le nouveau propriétaire du bâtiment organise un concours pour la rénovation de la tour ainsi que l'augmentation de sa surface de bureaux. Montois Partners réalise alors un projet qui propose deux versions :  une version linéaire parfaitement en ligne avec le style international (fonctionnaliste) du Botanic Building d'origine, et une seconde version qui propose une façade incurvée en ligne avec l'érection à venir d'un gratte-ciel aux formes courbes juste à côté du Botanic Building. Mais aucune des deux versions n'est retenue par le propriétaire du bâtiment.
La rénovation du bâtiment  en style postmoderne est finalement attribuée par Fortis Real Estate Development aux architectes Pierre Accarain et Marc Bouillot en association avec l'Atelier d'architecture de Genval,.
La rénovation se déroule en deux phases : une première phase de 29 600 m2 en 2004 et une deuxième phase de 9 600 m2 en 2006.
En 2018, Allianz Real Estate vend le bâtiment à Partners Group.

## Architecture
D'une hauteur de 75 mètres, l'immeuble comporte un lobby et 18 étages.
Il est le 28e immeuble le plus haut de Bruxelles et le 43e de Belgique.

## Accès
| ___ | Ce site est desservi par les stations de métro : Rogier et Botanique. |

 Ce site est desservi par la station de prémétro Rogier.